# Коэфоэд, Лотте
Ингер Шарлотте Коэфоэд (дат. Inger Charlotte Koefoed; род. 17 сентября 1957, Багсвэрд, Копенгаген), в замужестве Педерсен (дат. Pedersen) — датская гребчиха, выступавшая за сборную Дании по академической гребле в середине 1980-х годов. Бронзовая призёрка летних Олимпийских игр в Лос-Анджелесе, участница многих регат национального и международного значения.

## Биография
Лотте Коэфоэд родилась 17 сентября 1957 года в Копенгагене, Дания. Занималась академической греблей в Багсвэрде в местном одноимённом гребном клубе «Багсвэрд».
Пик её спортивной карьеры пришёлся на 1984 год, когда она вошла в основной состав датской национальной сборной и благодаря череде удачных выступлений удостоилась права защищать честь страны на летних Олимпийских играх в Лос-Анджелесе. В составе четырёхместного парного экипажа, куда также вошли гребчихи Ханне Эриксен, Биргитте Ханель, Бодиль Расмуссен и рулевая Йетте Сёренсен, в решающем финальном заезде пришла к финишу третьей позади команд из Румынии и Соединённых Штатов — тем самым завоевала бронзовую олимпийскую медаль.
После лос-анджелесской Олимпиады Коэфоэд больше не показывала сколько-нибудь значимых результатов в академической гребле на международной арене.
Замужем за известным датским гребцом Бьярне Педерсеном, участником Олимпийских игр 1972 года в Мюнхене.